# Massaker von Szczuczyn

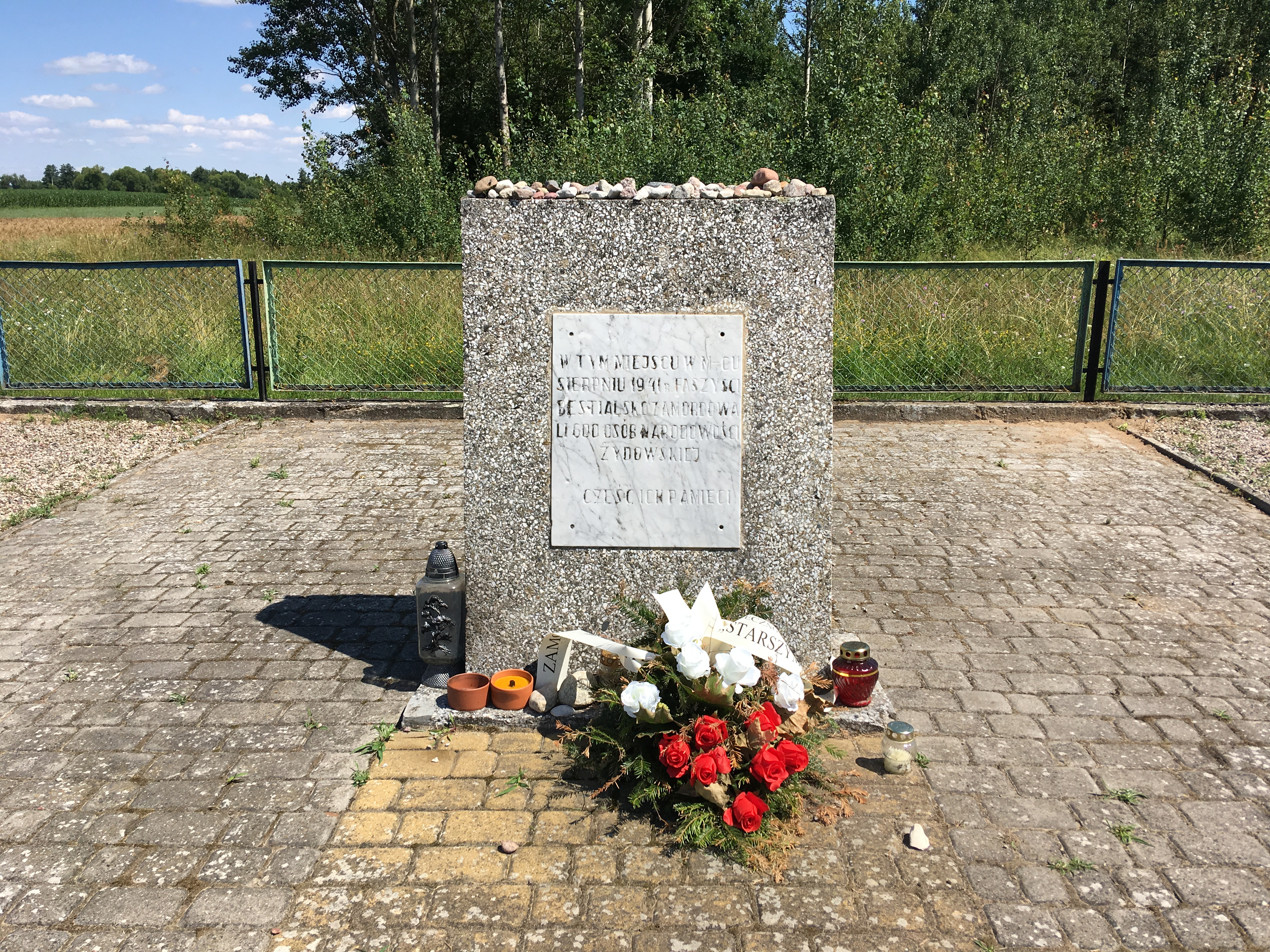
Mahnmal auf dem Friedhof

Das Massaker von Szczuczyn war ein Pogrom polnischer Bürger von Szczuczyn und der Umgebung an jüdischen Einwohnern der Kleinstadt im Nordosten Polens am 27. Juni 1941, bei dem zwischen 300 und 400 Menschen ermordet wurden. Es fand während der Besatzung Szczuczyns durch die Wehrmacht statt und gilt als gemeinsames Verbrechen einer Gruppe von polnischen Einwohnern und deutscher Besatzungsmacht.

## Historischer Hintergrund
Szczuczyn wurde 1436 erstmals urkundlich erwähnt. Während der Zeit der Adelsrepublik Polen-Litauen erhielt es das Magdeburger Stadtrecht. Juden siedelten seit dem 18. Jahrhundert hier. Im 19. Jahrhundert verarmte der Ort. Anfang des 20. Jahrhunderts waren über 50 % der Bewohner Juden. In der Zweiten Polnischen Republik war die nationalistische und antisemitische Partei Nationaldemokratie stärkste Kraft unter den nichtjüdischen Polen. Die Wehrmacht besetzte den Ort bereits am ersten Kriegstag. Am 9. September 1939 wurden jüdische Männer unter 45 Jahren ins Altreich zur Zwangsarbeit deportiert, nur wenige kamen bis 1941 wieder zurück. Der Ort gehörte zu jenem Teil Polens, welcher im September 1939 durch den deutsch-sowjetischen Nichtangriffspakt an die Sowjetunion fiel. Die Rote Armee besetzte den Ort am 22. September 1939 und wurde von der jüdischen Bevölkerung als Befreier gefeiert. Die sowjetischen Besatzer machten sich sofort daran, die polnische Vorkriegsordnung durch eine sowjetische zu ersetzen, dabei war es ihnen wichtig, die alten politischen und sozialen Eliten zu zerschlagen. Um diese Ziele durchzusetzen, gingen sie mit einer für diese eher landwirtschaftlich geprägte Region bisher unbekannten Gewalt vor, zu der Verhaftungen, Folter, Deportationen, Zwangsumsiedlungen, Enteignungen und Erschießungen gehörten. Die jüdische Bevölkerung wurde ebenfalls verfolgt, das sowjetische System bot für sie aber teilweise auch soziale Aufstiegschancen. Zu den in der polnischen Bevölkerung bereits zuvor verbreiteten antisemitischen Vorurteilen, die durch wirtschaftliche, soziale und religiöse Konflikte entstanden waren, kam das Bild der Juden als vermeintliche Nutznießer der sowjetischen Okkupationsherrschaft hinzu. Der deutsche Überfall auf die Sowjetunion am 22. Juni 1941 wurde daher von Teilen der polnischen Bevölkerung begrüßt, da die deutschen Soldaten als Befreier wahrgenommen wurden. Die Wehrmacht besetzte den Ort am 24. Juni 1941, zog jedoch noch am selben Tag weiter. Stanisław Pieniak wurde zum neuen Bürgermeister und zum Chef der örtlichen Miliz Marian Światłowski, der zuvor von den sowjetischen Besatzern inhaftiert war. 

## Massaker
Initiatoren des Massakers waren der neue Bürgermeister, sein Bruder sowie Mieczysław Kosmowski, der mit der Gestapo kollaborierte. Die Angreifer teilten sich in drei Gruppen auf, die den jüdischen Wohnbezirk Pawełki, jüdische Häuser am Marktplatz sowie in der Neustadt plünderten. Zu den Opfern gehörten vor allem Frauen und Kinder, insgesamt ca. 300 Personen. Nach den Morden wurden die Häuser und Wohnungen geplündert. Die überlebenden Juden wandten sich an den Ortspfarrer. Dieser verweigerte ihnen jedoch ebenso wie die polnischen Ortseliten die Hilfe. Erst als Wehrmachtssoldaten in der Nacht im Ort eintrafen, konnten sie das Morden beenden. Am 14. Juli 1941 kam es jedoch zu weiteren Morden an der jüdischen Bevölkerung, als die Wehrmacht abgezogen war und Einsatzgruppen der SS sich im Ort aufhielten. Die polnische Miliz versammelte ca. einhundert Juden auf dem Marktplatz und brachte sie auf den Friedhof von Skaje, wo sie mit Spaten, Knüppeln und Äxten erschlagen wurden. Später wurde in Szczuczyn ein jüdisches Ghetto eingerichtet, dessen Kommandant Wincenty Rong wurde. Rong hatte sich bereits an den Morden auf dem Friedhof in Skaje beteiligt. Danach wurde die polnische Miliz aufgelöst und als polnische Hilfspolizei neu organisiert. Im August 1941 kam es zu einem erneuten Verbrechen an mehreren dutzend jüdischen Frauen, die von sechs Einwohnern Szczuczyns in einen nahegelegenen Wald verschleppt, gruppenvergewaltigt und ermordet wurden.

## Aufarbeitung
Für den Mord an den jüdischen Frauen im August 1941 wurde nur ein Täter, Stanisław Zalewski, nach dem Krieg zum Tode verurteilt. Das Urteil wurde nicht vollstreckt, sondern in eine Haftstrafe umgewandelt. Die Überlebende Chaja Sójka Goldman schrieb im Juli 1945 ihre Erinnerungen an das Massaker in Briefform nieder. Ein Gedenkstein wurde aufgestellt.